# ميروسلاف ميلوشيفيتش (لاعب كرة قدم مواليد 1976)
ميروسلاف ميلوشيفيتش هو لاعب كرة قدم صربي في مركز الدفاع، ولد في 29 أغسطس 1976 في نيش في صربيا. لعب مع رادنيتشكي نيش ونادي بيليستر ونادي تشيرنو مور فارنا ونادي دوبرودزا دوبريتش.